# Поляківське
Полякі́вське — село у Путильській селищній громаді Вижницького району Чернівецької області України.

## Географія
Понад селом тече річка Храбусна, права притока Путилки.